# Lachkünstler
Lachkünstler waren Varietéartisten, die das Lachen selbst zum Gegenstand ihres Vortrags machten und es so perfekt zu inszenieren wussten, dass es auf die Zuschauer geradezu ansteckend wirkte. Sie konnten ihr Lachen willentlich auslösen und vom dezenten Glucksen bis zum dröhnenden Lachgewitter fein abgestuft modulieren. Sie bedienten sich dazu für gewöhnlich einer besonderen Atemtechnik, wie sie auch Sänger anwenden, um ihre Stimme schonend und doch tragfähig einsetzen zu können: des sogenannten Appoggio, der Atemstütze.
Ähnlich der bezahlten claque, die das Publikum im Theater zum Applaudieren animieren sollte, wurden Lachkünstler z. B. von Komödienschreibern benutzt, um bei Bühnenaufführungen „nachzuhelfen“, wenn die Zuschauer nicht oder nicht rasch genug auf die komischen Effekte im Stück reagierten. Meist aber standen die Lachkünstler selbst auf der Bühne und waren Bestandteil des Varietéprogramms, zu dem sie in Solovorträgen und Szenen beitrugen.
Beliebt als komischer Anlass zum Lachen waren misslingende Musikvorträge mit falsch spielenden Bläsern oder sich versingenden Tenören. In Szenen wurden daher gerne der Musikunterricht für Gesang oder Instrumente, aber auch Betrunkene, in einem Falle sogar eine Jazzband bemüht.
Bekannte Vertreter dieses Fachs waren in Deutschland die Soubrette Johanna Sandfuchs, die unter dem Künstlernamen Lucie Bernardo auftrat, häufig zusammen mit ihrem Partner Martin Martens, der polnischstämmige Paul Wasciewicz, der für seinen Vortrag eine eigene „Lachsprache“ erfand, und „Der lachende Nigger“ Arty Goodfellow. Von allen dreien sind Grammophonaufnahmen aus den 1920er Jahren überliefert, auf denen ihre Lachkünste erhalten sind; solche Aufnahmen wurden damals unter der Bezeichnung „Lachplatten“ angeboten und erfreuten sich zeitweise großer Beliebtheit.
Auch Bühnenkünstler wie der Operettenbariton Richard Waldemar und der Musiker und Vortragskünstler Otto Rathke machten mit dem Vortrag von Lachcouplets gelegentlich Ausflüge auf das Gebiet der Lachkunst.
Mit der Ära der großen und kleinen Varietétheater jedoch ging auch die Zeit der Lachkünstler zu Ende.

## Tondokumente (Beispiele)
- ohne Nennung der Künstler:  Die Gesangsprobe. Lachszene. Odeon 308.480 (Matr. Be 2682)[3]
- Arty Goodfellow: Der lachende Nigger (Goodfellow) mit Orchesterbegleitung. Homocord 4-2647 (mx. 61 136), im wax 28 8 28
- Arty Goodfellow: Lacheritis (Goodfellow) mit Orchesterbegleitung. Homocord 4-2647 (mx. 61 145), im wax 12 9 28
- Lucie Bernardo: Wer lacht mit? (Lucie Bernardo - Martin Martens): Vox 5083 (mx. 1623 B), rec. 06.1923[4]
- Lucie Bernardo: Das Abenteuer eines Betrunkenen (Bernardo) Polyphon 31 286 / 2-23 322 (Matr. 1226 ax)[5]
- Lucie Bernardo: Die geknickte Rose (Bernardo) Schallplatte “Grammophon” 20 284 / B 46 638 (Matr. 3605 1/2 ar)[6]
- Lucie Bernardo mit Jazzorchester [= Jazz Band “The Excellos Five”]: Jazzband aus Krähwinkel (Bernardo) Schallplatte “Grammophon” 20 381 / B 46 649 (Matr. 3810 ar), rec. Jan. 1926[7]
- Otto Rathke mit Orchester: Man lacht. Lachcouplet (Text und Musik Otto Rathke) Beka B.5330-I (Matr. 32 920), aufgen. 11. Mai 1925[8]
- Richard Waldemar mit Orchester: Hab’ ich da gelacht! Lachcouplet (Spahn) Odeon 308.481 (Matr. Vo 1442), ca. 1921[9]
- Paul Wasciewicz: Negerlachen (mit Klavierbegleitung) (Lachplatte): Vox 5083 (mx. 350 B).[10] Auch auf Isiphon-Concert-Record 295 b.